# Critonia
Critonia är ett släkte av korgblommiga växter. Critonia ingår i familjen korgblommiga växter.

## Dottertaxa tillCritonia, i alfabetisk ordning[1]
- Critonia arachnoidea
- Critonia aromatisans
- Critonia bartlettii
- Critonia billbergiana
- Critonia breedlovei
- Critonia campechensis
- Critonia conzattii
- Critonia dalea
- Critonia daleoides
- Critonia dominicensis
- Critonia eriocarpa
- Critonia heathiae
- Critonia hebebotrya
- Critonia hemipteropoda
- Critonia heteroneura
- Critonia hospitalis
- Critonia iltisii
- Critonia imbricata
- Critonia inaequidens
- Critonia lanicaulis
- Critonia laurifolia
- Critonia lozanoana
- Critonia macropoda
- Critonia megaphylla
- Critonia morifolia
- Critonia naiguatensis
- Critonia nicaraguensis
- Critonia nubigenus
- Critonia paneroi
- Critonia parviflora
- Critonia peninsularis
- Critonia platychaeta
- Critonia portoricensis
- Critonia pseudodalea
- Critonia quadrangularis
- Critonia sexangularis
- Critonia siltepecana
- Critonia spinaciifolia
- Critonia stigmatica
- Critonia thyrsigera
- Critonia thyrsoidea
- Critonia tuxtiae
- Critonia wilburii
- Critonia yashanalensis